# Beikioi
Beikioi (in greco Μπέικιοϊ ?;in turco Beyköy) è un piccolo villaggio turco-cipriota. Esso è situato de facto nel distretto di Lefkoşa della Repubblica Turca di Cipro del Nord, e de jure nel Distretto di Nicosia della Repubblica di Cipro.
Il villaggio nel 2011 aveva 105 abitanti.

## Geografia fisica
Esso è situato nel comune di Kythrea/Değirmenlik del distretto di Nicosia, tre chilometri ad est di Kythrea.

## Origini del nome
Beyköy può significare "villaggio di un signore" o "villaggio del padrone" o "villaggio padrone" in turco. Questo nome è in uso dal periodo ottomano.

## Società

### Evoluzione demografica
Dal 1891 al 1960 il villaggio fu abitato esclusivamente da turco-ciprioti. Sebbene la popolazione abbia fluttuato nei primi decenni del XX secolo, la popolazione del villaggio è aumentata costantemente da 46 abitanti nel 1891 a 136 nel 1960.
Nessuno fu sfollato da questo villaggio durante la lotta intercomunitaria degli anni '60. Tuttavia, durante quel periodo, il villaggio servì come centro di accoglienza per i turco-ciprioti sfollati che fuggirono dai villaggi vicini come Neo Chorio/Minareliköy. Secondo Richard Patrick, nel 1971 c'erano ancora dodici turco-ciprioti sfollati che risiedevano nel villaggio.
Attualmente è abitato solo dai suoi abitanti originali. Il censimento turco-cipriota del 2006 ha fissato la popolazione del villaggio a 88 persone.